# Galeria Malarstwa (Sanssouci)
Galeria Malarstwa (niem. Bildergalerie) – barokowy pałac w parku Sanssouci w Poczdamie.
Wybudowany w latach 1755–1764 na zlecenie króla pruskiego Fryderyka Wielkiego przez Johanna Gottfrieda Büringa. Zlokalizowany po wschodniej stronie pałacu Sanssouci, tworzy przeciwwagę dla wzniesionego po stronie zachodniej pałacu Neue Kammern. Galeria Malarstwa w Sanssouci jest najstarszym, do tej pory otwartym muzeum królewskim na terenie Niemiec.
Galeria Malarstwa należy do grupy pałaców i zespołów parkowych w Poczdamie i Berlinie wpisanych w 1990 na listę światowego dziedzictwa UNESCO. Obecnie o pielęgnację i restaurację pałacu troszczy się Fundacja Pruskie Pałace i Ogrody Berlin-Brandenburg (niem. Stiftung Preußische Schlösser und Gärten Berlin-Brandenburg).

## Historia
Fryderyk II Wielki posiadał bogatą kolekcję malarstwa i rzeźby. W młodości preferował sztukę francuskiego rokoko. Obrazy jego ulubionego artysty z tego okresu Antoine Watteau zdobią sale pałacu Sanssouci. Po objęciu tronu w 1740 r. król, ulegając modzie historyzmu, zaczął kolekcjonować dzieła późnego renesansu, manieryzmu i baroku, głównie mistrzów włoskich i niderlandzkich. W 1755 zlecił Johannowi Gottfriedowi Büringowi budowę galerii dla swoich zbiorów. Powstał parterowy, podłużny pałac w stylu barokowym o ogromnych oknach, pomiędzy którymi umieszczono osiemnaście marmurowych rzeźb symbolizujących sztuki piękne oraz dyscypliny naukowe. Jeszcze zanim ruszyła budowa, Fryderyk rozpoczął zakupy obrazów dla nowo powstającej budowli. Plany budowlane pokrzyżowała wojna siedmioletnia. Pałac został ukończony dopiero w 1763 r.
Kiedy Galeria Malarstwa nie miała już miejsca by wystawiać kolejne obrazy, król zaprzestał kolekcjonowania. W 1770 r. galeria liczyła 168 obrazów. Do najcenniejszych dzieł należały: Niewierny Tomasz Caravaggia, Śmierć Kleopatry Reniego oraz Bitwa Amazonek Rubensa. Zgodnie z modą barokową, obrazy wisiały ciasno jeden obok drugiego, zapełniając całą ścianę północną pałacu. Sposób ich skatalogowania wyprzedzał swoje czasy – obrazy zostały zaaranżowane według szkół malarstwa: dzieła mistrzów niderlandzkich prezentowano w skrzydle zachodnim oraz sali środkowej a malarzy włoskich w skrzydle wschodnim.
Po otwarciu berlińskiego Altes Museum w 1829 r., Galeria Malarstwa przekazała mu około pięćdziesięciu obrazów z kolekcji Fryderyka, m.in. Ledę Caravaggia, trzy obrazy Rembrandta, kilka dzieł Rubensa, van Dycka i Watteau oraz wszystkie rzeźby marmurowe. Swoje zbiory uzupełniła przez przyjęcie innych kolekcji królewskich oraz zakupy nowych dzieł.
W 1942 r. wszystkie obrazy zostały przeniesione do pałacu w Rheinsbergu, skąd w 1946 powróciły do Berlina. Wiele dzieł zaginęło lub zostało wywiezionych do ZSRR. W 1958 r. znaczna część skonfiskowanej przez Sowietów kolekcji została zwrócona, pozostała znajduje się do tej pory w zbiorach rosyjskich.

## Architektura

### Architektura zewnętrzna
Galeria ma formę parterowego, podłużnego pawilonu, którego środkową część przykrywa kopuła. Pomiędzy oknami znajduje się osiemnaście marmurowych rzeźby symbolizujących sztuki piękne oraz dyscypliny naukowe, wykonanych przez Johanna Gottlieba Heymüllera oraz Johanna Petera Benckera.

### Architektura wnętrz
Obydwa skrzydła pałacowe zajmują galerie. Pomieszczenia wyróżniają się rokokowym wystrojem wnętrz, zdominowanym przez liczne złocenia i ornamenty. Bogato zdobione sufity są lekko wypukłe, co sprawia, że sale wydają się bardziej przestronne. Podłogi wyłożone są białym i żółtym marmurem włoskim.

#### Galeria

Michelangelo Merisi da Caravaggio, Niewierny Tomasz
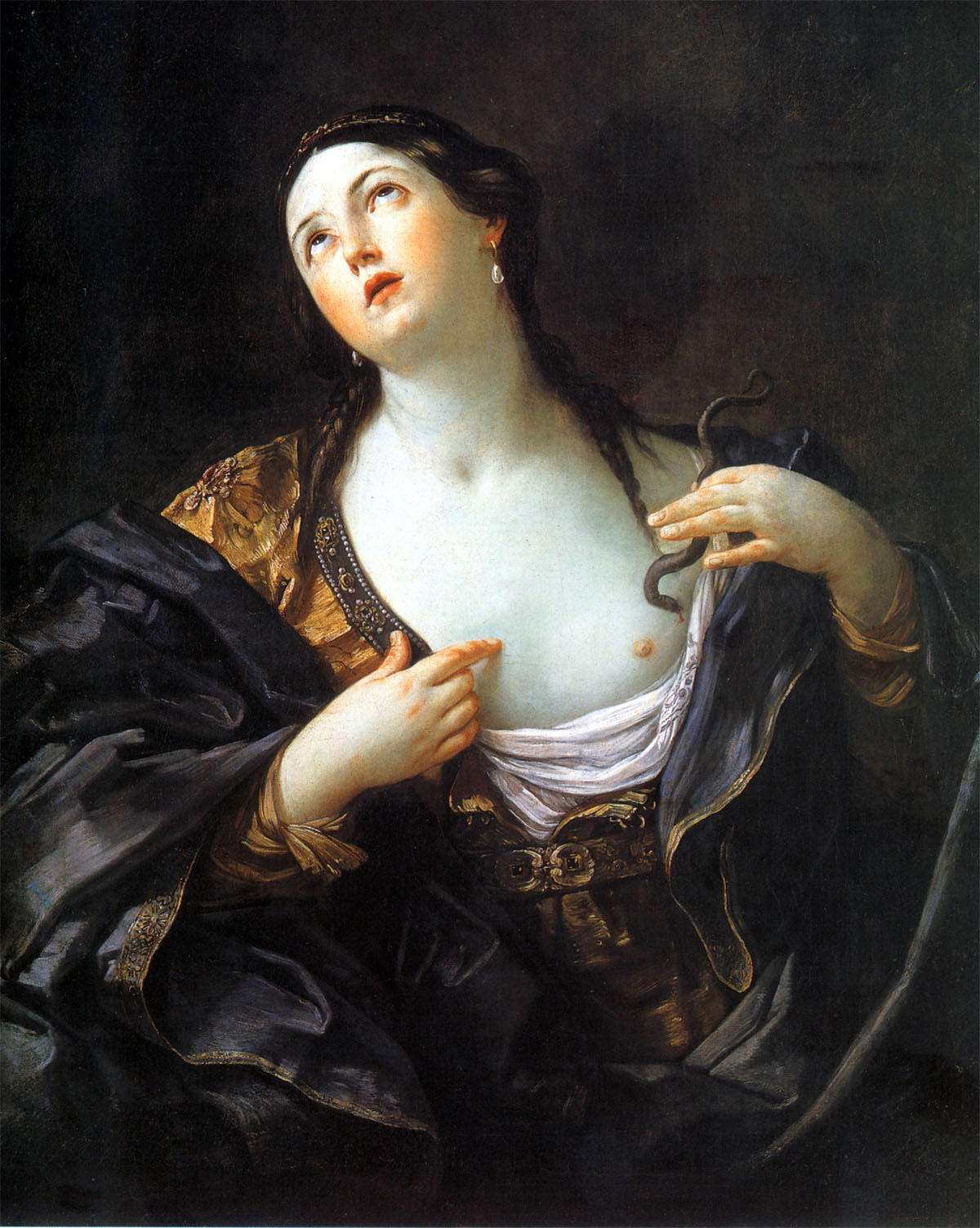
Guido Reni, Śmierć Kleopatry
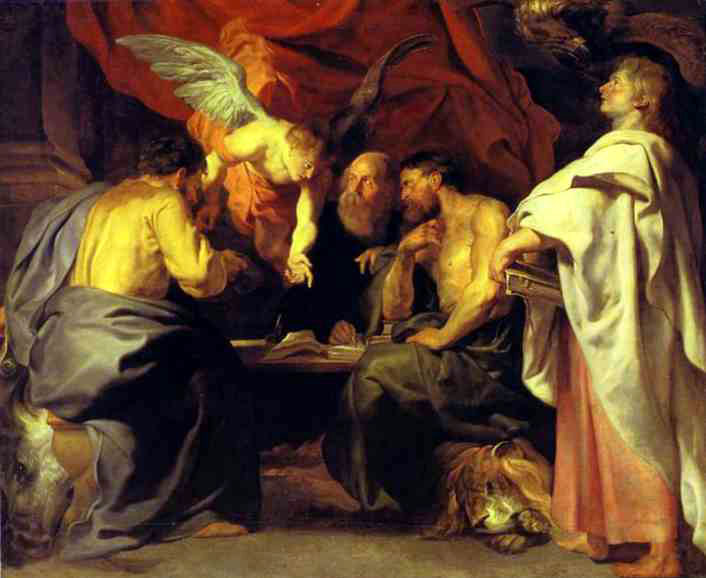
Peter Paul Rubens, Czterej Ewangeliści
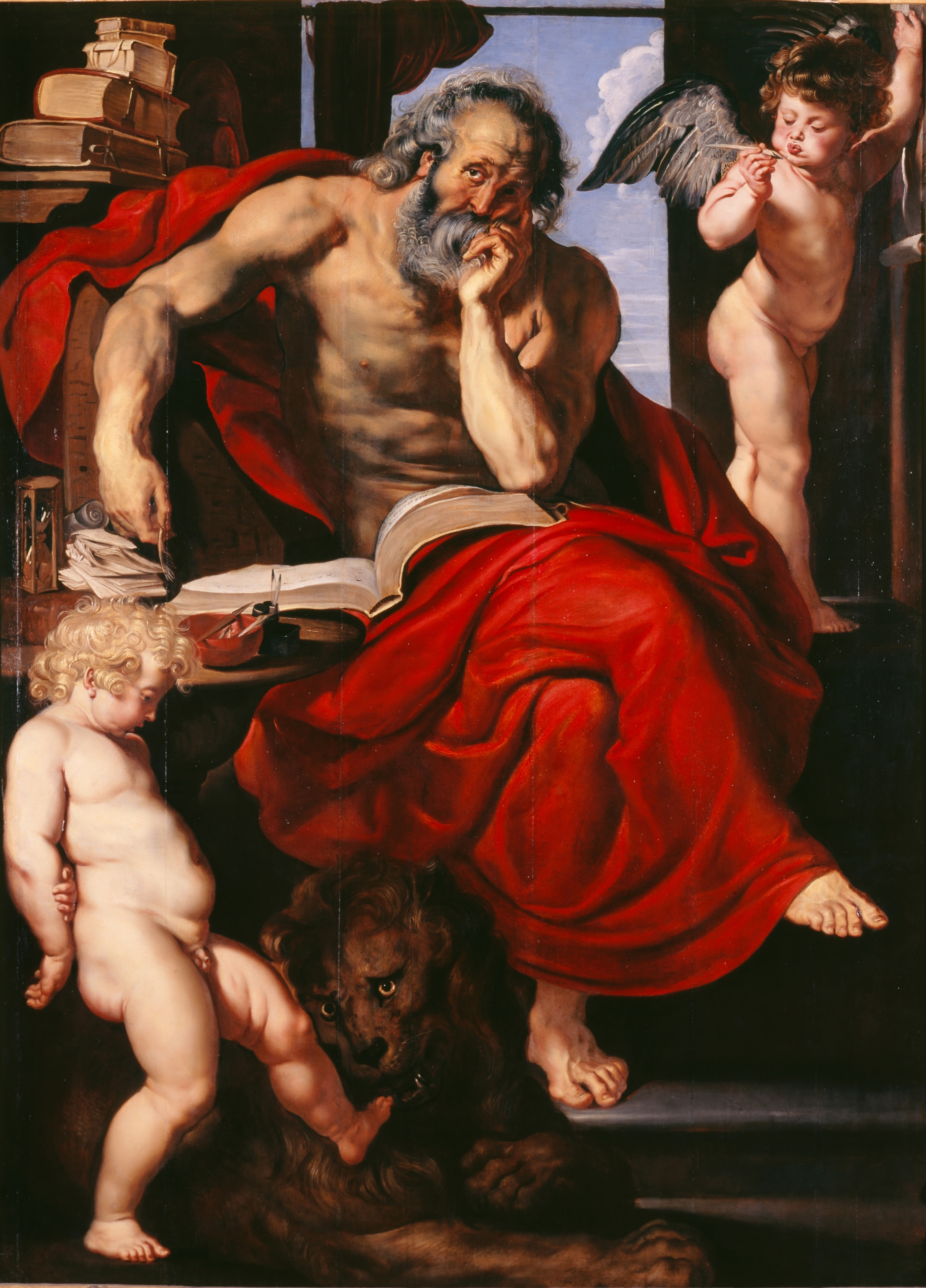
Peter Paul Rubens, Święty Hieronim

### Literatura dodatkowa
- Gert Streidt, Klaus Frahm: Potsdam. Die Schlösser und Gärten der Hohenzollern. Kolonia: Könemann Verlagsgesellschaft mbH, 1996. ISBN 3-89508-238-4. (niem.). Brak numerów stron w książce
- Bildergalerie Sanssouci. Amtlicher Führer der Stiftung Preußische Schlösser und Gärten Berlin-Brandenburg. 1997. (niem.). Brak numerów stron w książce